# ألبرت ألين (لاعب كرة قدم)
ألبرت ألين (بالإنجليزية: Albert Allen)‏ هو لاعب كرة قدم بريطاني (وحمل سابقاً جنسية المملكة المتحدة لبريطانيا العظمى وأيرلندا) في مركز مهاجم داخلي، ولد في 1 أبريل 1867 في برمنغهام في المملكة المتحدة، وتوفي بنفس المكان في 13 أكتوبر 1899. شارك مع منتخب إنجلترا لكرة القدم. أما مع النوادي، فقد لعب مع أستون فيلا.

## وصلات خارجية
- ألبرت ألين على موقع قاعدة بيانات كرة القدم.إي يو (الإنجليزية)
- ألبرت ألين على موقع ناشيونال فوتبول تيمز (الإنجليزية)
- ألبرت ألين على موقع عالم كرة القدم.نت (الإنجليزية)